# Kørup

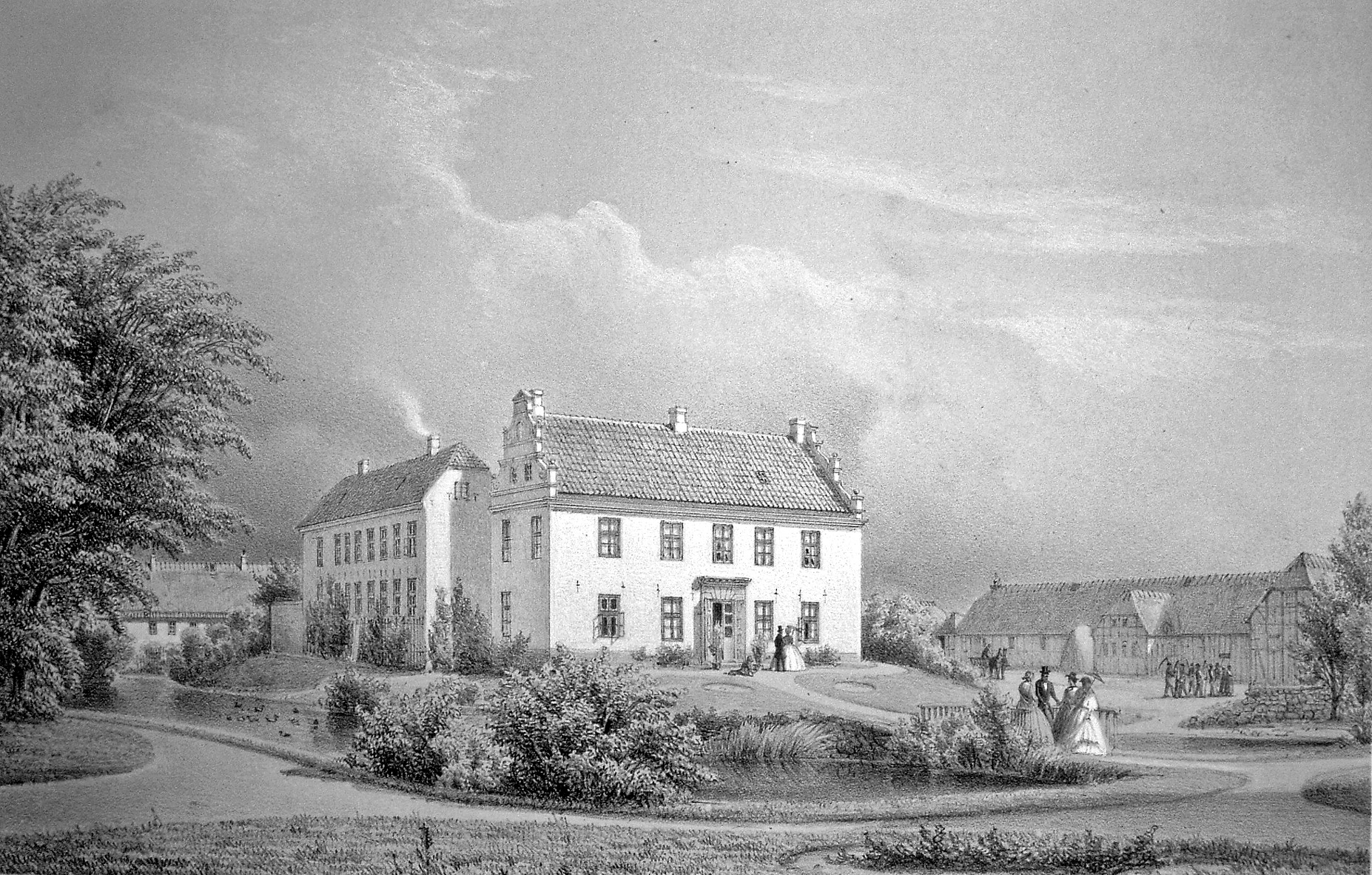
Das Hauptgebäude von Kørup (1861)

Kørup, in älterer Schreibung auch Kjørup, ist ein Gutshof auf dem nördlichen Fünen in der Kirchengemeinde Krogsbølle der Nordfyns Kommune (Dänemark). 
Die erste urkundliche Erwähnung ist aus dem Jahre 1410; das jetzige Hauptgebäude wurde im Stil der Renaissance 1582 erbaut. Die Anlage entspricht einem wehrhaften Vierkanthof bzw. einer mittelalterlichen Wasserburg mit Wall und Graben, die weiterhin das äußere Bild prägen. Der Gutshof gehörte zusammen mit dem benachbarten Adelsschloss Einsidelsborg der aus Rügen stammenden Familie von Putbus, die im 15. Jahrhundert nach Dänemark kam und sich dort niederdeutsch Podebusk nannte; erster Besitzer von Kørup ist von 1410 bis 1445 Predbjørn Olufsen Podebusk. Bis 1781 blieb das Gut mit Einsidelsborg im Besitz der Familie, die dann auf den Stammsitz Schloss Putbus nach Rügen zurückkehrten. 
Der neue Besitzer Joachim Godske Graf Moltke (ein Sohn von Adam Gottlob von Moltke), dessen Hauptbesitz mit Schloss Bregentved auf Seeland lag, verkaufte Kørup und Einsidelsborg 1795 an Ulrik Wilhelm Lehnsgraf de Roespstorff, der es 1810 seinem Neffen Christian Alexander Lehnsgraf von Petersdorff überschrieb und damit die dänische Lehnsgrafschaft Petersdorff-Roepstorff errichtete. Im Besitz des dänischen Zweigs der Familie von Petersdorff, die aus Pommern stammte und um 1700 nach Dänemark kam, blieben Kørup und Einsidelsborg bis zum Lehnsgrafen Christian Alexander von Petersdorff 1915. Sein jüngerer Bruder, der letzte männliche Namensträger des dänischen Zweiges der von Petersdorff, Paul Ludvig von Petersdorff, starb 1919; Kørup ging an die in die Petersdorffs eingeheiratete dänische Adelsfamilie der Wedel-Heinen. Nach der Auflösung des dänischen Lehnswesens kam Kørup 1921 in „freies Eigentum“ und 1929 in wechselnden, bürgerlichen Besitz.
Einer der markanten Besitzer von Kørup war Claus „der Reiche“ Podebusk, geboren 1562 in Ribe, gestorben 1616 auf Krapperup in Schonen (Schweden, damals dänisch). Er heiratete 1590 in Kopenhagen Sophie Nielsdatter Ulfstand (1574–1625) aus dänischem Uradel (eine entfernte Cousine von Jens Holgersen Ulfstand, 1450–1523), und er besaß neben Kørup auch Schloss Krapperup (nördlich von Helsingborg), Schloss Karsholm (bei Kristianstad), Barsebæk (Barsebäck nördlich von Malmö) und Markie (wohl Lilla Markie bei Trelleborg; alle in Schonen). Auf der Brautkiste seiner Tochter Vibeke Podebusk nannte er sich um 1549 „Claus Podebusk zu Kørup“. Seit der Mitte des 17. Jahrhunderts untersteht Kørup dem benachbarten Einsidelsborg, dem neuen Hauptort der gesamten Besitzes.